# Шежины (гмина)
Шежины (пол. Szerzyny) — сельская гмина (волость) в Польше, входит как административная единица в Тарнувский повет, Малопольское воеводство. Население — 8213 человек (на 2004 год).

## Демография
| Перепись                       | Всего   | Всего | Женщины | Женщины | Мужчины | Мужчины |
| ------------------------------ | ------- | ----- | ------- | ------- | ------- | ------- |
| Единицы                        | человек | %     | человек | %       | человек | %       |
| Население                      | 8213    | 100   | 4141    | 50,4    | 4072    | 49,6    |
| Плотность населения (чел./км²) | 99,9    | 99,9  | 50,4    | 50,4    | 49,5    | 49,5    |

## Поселения
1. Чермна
2. Олпины
3. Свошова
4. Шежины
5. Журова

## Соседние гмины
1. Гмина Беч
2. Гмина Бжиска
3. Гмина Йодлова
4. Гмина Рыглице
5. Гмина Жепенник-Стшижевски
6. Гмина Сколышин